# سیارک ۱۴۰۶۲۰
سیارک ۱۴۰۶۲۰ (به انگلیسی: 140620 Raoulwallenberg، نامگذاری:2001UN10) صد و چهل هزار و ششصد و بیستمین سیارک کشف شده‌است که در ۲۱ اکتبر ۲۰۰۱ کشف شد.